# GOES 7

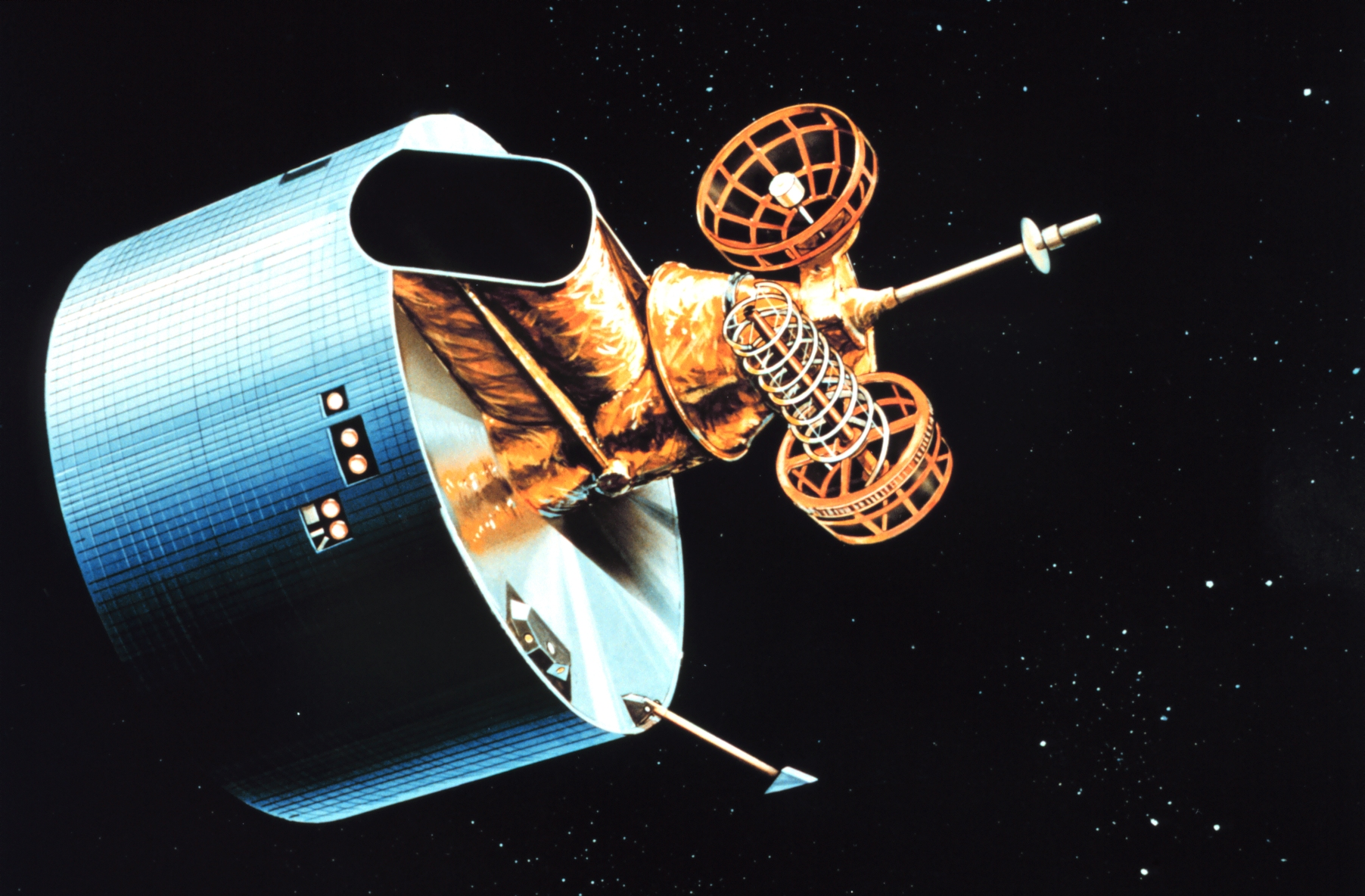
Concepção artística do GOES-7.

O GOES 7, conhecido também como GOES-H antes de se tornar operacional, foi um satélite meteorológico geoestacionário (mais tarde usado como satélite de comunicação) operado pela National Oceanic and Atmospheric Administration dos Estados Unidos como parte do Geostationary Operational Environmental Satellite, originalmente construído como um satélite reserva para testes em terra.
Baseado na plataforma HS-371,
o GOES-H foi lançado em 1987 devido a adiamentos com a nova série de satélites. Ele foi operado pela NOAA até 1999, antes de ser arrendado para a empresa Peacesat, que o usou como satélite de comunicação. Até 2009, ele ainda estava operacional sobre o Oceano Pacífico fornecendo serviço de comunicações para as ilhas do Pacífico.